# New York City FC
A New York City egy amerikai labdarúgócsapat, amelyet 2013. május 21-én alapítottak. 2015 óta a Major League Soccer tagja. Székhelye a New York állambeli New Yorkban található. A nagyváros második csapata lett az MLS-ben, mivel a klub létrejöttekor a New York Red Bulls már az első osztályban szerepelt.
A klubot a Premier League-ben érdekelt Manchester City és az MLB-ben szereplő New York Yankees alapította, így az égszínkék együttes az ők tulajdonosi köréhez tartozik.
A 2021-es szezonban nyerte meg a csapat története első MLS-bajnoki címét.

## Történet

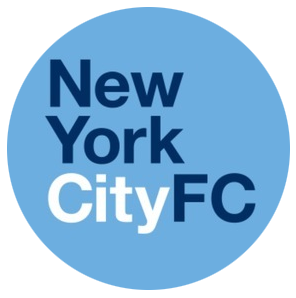
A csapat alternatív logója

## Játékoskeret
2025. április 25. szerint.
| #  |                    | Poszt | Név                   |
| -- | ------------------ | ----- | --------------------- |
| 2  | USA                | V     | Nico Cavallo          |
| 5  | NOR                | V     | Birk Risa             |
| 8  | USA                | KP    | Andrés Perea          |
| 9  | ALG                | CS    | Monsef Bakrar         |
| 10 | ARG                | KP    | Maximiliano Moralez   |
| 11 | ARG                | CS    | Julián Fernández      |
| 12 | SRB                | V     | Strahinja Tanasijević |
| 13 | BRA                | V     | Thiago Martins        |
| 16 | CRC                | CS    | Alonso Martínez       |
| 17 | AUT                | CS    | Hannes Wolf           |
| 18 | Trinidad és Tobago | K     | Greg Ranjitsingh      |
| 22 | USA                | V     | Kevin O′Toole         |
| 23 | USA                | V     | Max Murray            |
| 24 | JAM                | V     | Tayvon Gray           |
| 26 | ARG                | CS    | Agustín Ojeda         |

| #  |              | Poszt | Név             |
| -- | ------------ | ----- | --------------- |
| 29 | USA          | KP    | Máximo Carrizo  |
| 30 | SLV          | K     | Tomás Romero    |
| 32 | USA          | KP    | Jonny Shore     |
| 33 | USA          | V     | Prince Amponsah |
| 35 | SLO          | V     | Mitja Ilenič    |
| 36 | CHI          | CS    | Zidane Yañez    |
| 38 | USA          | V     | Drew Baiera     |
| 44 | USA          | K     | Alex Rando      |
| 47 | USA          | KP    | Jacob Arroyave  |
| 49 | USA          | K     | Matt Freese     |
| 55 | USA          | KP    | Keaton Parks    |
| 80 | USA          | KP    | Justin Haak     |
| 88 | Sierra Leone | CS    | Malachi Jones   |
| —  | AUS          | KP    | Aiden O’Neill   |

## Menedzserek

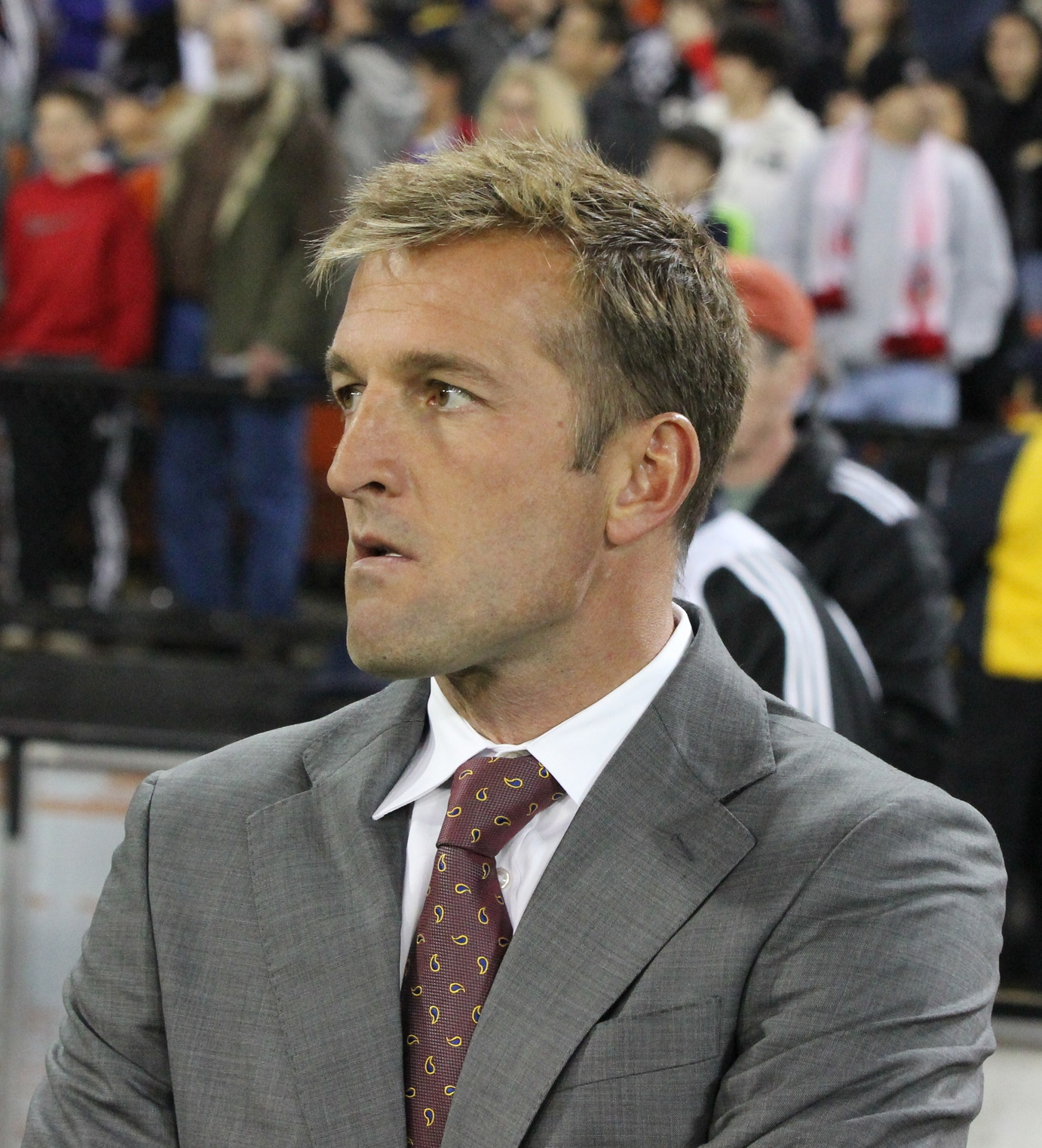
Jason Kreis a klub első menedzsereként tevékenykedett a klubnál

- Jason Kreis (2013. december 11. – 2015. november 2.)
- Patrick Vieira (2016. január 1. – 2018. június 11.)
- Domènec Torrent (2018. június 12. – 2019. november 8.)
- Ronny Deila (2020. január 6. – 2022. június 13.)
- Nick Cushing (2022. június 13. – 2024. november 26.)
- Pascal Jansen (2024. november 26. – jelenleg is)

## Sikerek
- MLS
  - Bajnok (1): 2021
  - Alapszakasz győztes (2): 2017, 2019

- Campeones Cup
  - Győztes (1): 2022

## Stadion

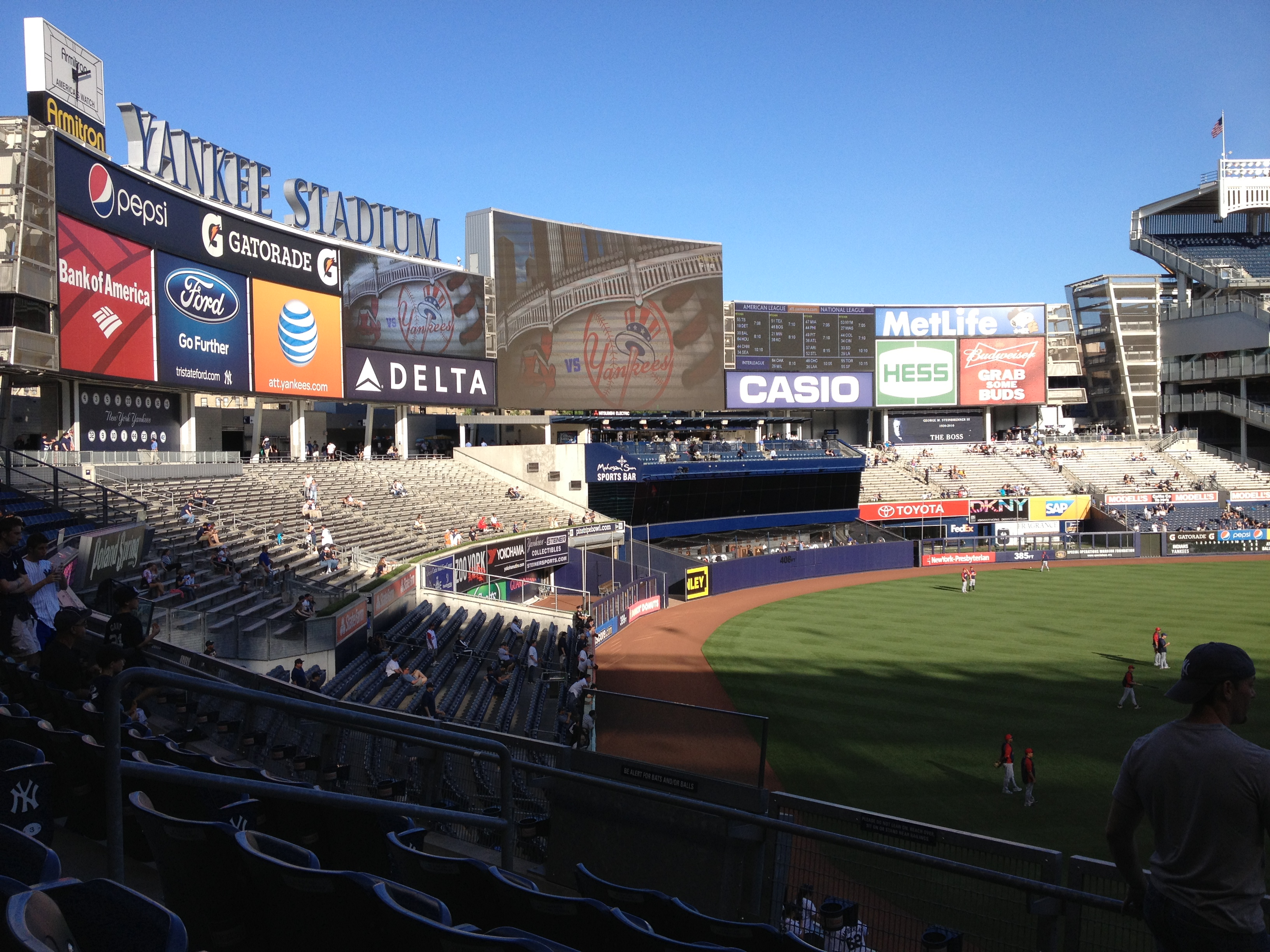
A Yankee Stadion

A csapat mérkőzéseit a Yankee Stadionban játssza, igaz a 100x64 m alapterületűvé átalakított labdarúgó pálya, éppen csak megfelel a FIFA irányelveinek.